# روديغر هاس
روديغر هاس (بالألمانية: Rüdiger Haas)‏ مواليد 15 ديسمبر 1969 في إبرباخ، ألمانيا الغربية، هو لاعب كرة مضرب ألماني سابق وكان يلعب باليد اليمنى. أعلى تصنيف له في الفردي كان المركز الـ 321 في سنة 1992. أعلى تصنيف له في الزوجي كان المركز الـ 138 في سنة 1989.

## النهائيات

### الزوجي: (1)
| الحصيلة | الرقم | السنة | الدورة        | الأرضية | الشريك         | المنافس في النهائي          | النتيجة في النهائي |
| ------- | ----- | ----- | ------------- | ------- | -------------- | --------------------------- | ------------------ |
| الفوز   | 1.    | 1992  | فورث, ألمانيا | ترابية  | أودو ريجليوسكي | براين جويلسون برتراند مادسن | 6–1, 6–3           |

## روابط خارجية
- روديغر هاس على موقع رابطة محترفي التنس (الإنجليزية)
- روديغر هاس على موقع الاتحاد الدولي لكرة المضرب (الإنجليزية)
- روديغر هاس على موقع خلاصة التنس.كوم (الإنجليزية)